# Wladimir Belli
Wladimir Belli (Sorengo, 25 juli 1970) is een Italiaans voormalig wielrenner. Eind 2007 is hij met wielrennen gestopt.  

## Belangrijkste overwinningen
1990
Baby Giro
GP Capodarco
1994
Eindklassement Wielerweek van Lombardije
1996
Ronde van Trentino
2000
2e etappe Ronde van Zwitserland
GP Città di Camaiore

## Resultaten in voornaamste wedstrijden
| Jaar | Ronde van Italië | Ronde van Frankrijk | Ronde van Spanje |
| ---- | ---------------- | ------------------- | ---------------- |
| 1992 |                  |                     |                  |
| 1993 | 13e              |                     |                  |
| 1994 | 12e              |                     |                  |
| 1995 | opgave           | opgave              |                  |
| 1996 | 36e              | 68e                 |                  |
| 1997 | 6e               |                     | opgave           |
| 1998 | 25e              |                     |                  |
| 1999 |                  | 9e                  | opgave           |
| 2000 | 7e               |                     | 12e              |
| 2001 | uitgesloten      | 24e                 |                  |
| 2002 | opgave           | 45e                 |                  |
| 2003 | 11e              |                     | opgave           |
| 2004 | 7e               |                     |                  |
| 2005 | 24e              |                     |                  |
| 2006 | opgave           |                     |                  |

| Jaar | Milaan-San Remo | Amstel Gold Race | Luik-Bast.‑Luik | Ronde van Lombardije | Clásica San Sebastián |
| ---- | --------------- | ---------------- | --------------- | -------------------- | --------------------- |
| 1992 |                 |                  |                 | 49e                  |                       |
| 1993 | 166e            | 18e              |                 |                      | 48e                   |
| 1994 | 120e            |                  |                 | 12e                  |                       |
| 1995 | 49e             | 23e              |                 | 55e                  | 59e                   |
| 1996 | 15e             |                  | 39e             |                      |                       |
| 1997 |                 |                  |                 | 9e                   |                       |
| 1998 | 17e             |                  |                 | 15e                  | 94e                   |
| 1999 | 39e             |                  |                 |                      | 113e                  |
| 2000 | 38e             |                  | 4e              | 7e                   | 51e                   |
| 2001 |                 |                  | 19e             | 8e                   | 4e                    |
| 2002 |                 |                  | 36e             |                      | 32e                   |
| 2003 |                 |                  | 31e             | 42e                  |                       |
| 2004 |                 |                  |                 |                      |                       |
| 2005 |                 |                  |                 |                      |                       |
| 2006 |                 |                  |                 |                      |                       |